# Perie Burdick
Experience Fitz Randolph dite Perie Burdick, a été la première femme pasteur baptiste du Septième Jour.

## Ministère
Experience Burdick fut consacrée pasteur par la Convention Générale des Églises baptistes du Septième Jour des États-Unis en 1885 . Elle exerça son ministère à Lincklaen et à Otselic, dans l'État de New York, puis à New Auburn, dans le Wisconsin, enfin à Cartwright (dénommée aujourd'hui New Auburn, nom identique à celui de sa paroisse précédente), dans le Minnesota, où elle décéda en 1906.

## Sources
Seventh Day Baptists in Europe and America, tome II, page 1367. Collectif. American Sabbath Tract Society, Plainfield, New Jersey, USA, 1910.